# Бонино, Рене
Рене Бонино (фр. René Bonino; 14 января 1930, Босолей — 17 августа 2016, Отён) — французский спринтер, серебряный призёр чемпионата Европы в беге на 100 метров в Берне (1954).

## Спортивная карьера
Представлял легкоатлетический клуб CA Autun.
С 1950 по 1956 г. 43 раза представлял национальную сборную Франции в спринтерском беге на дистанциях 100 м и 4×100 м.
Как победитель чемпионата Франции на дистанции 100 м в 1951 и 1952 гг. был включен в состав национальной сборной на летних Олимпийских играх в Хельсинки (1952). В эстафете 4×100 метров вместе с партнёрами по сборной он занял пятое место. В 1956 г. участвовал в своих вторых Олимпийских играх в Мельбурне, где его индивидуальные и командные выступления завершилась на стадии четвертьфиналов.
В 1952 г. установил национальный рекорд на 100-метровке — 10,5 сек. Также был участником трех эстафетных забегов 4×100 м, где обновлялись рекорды Франции.
В 1954 году он выиграл свой третий национальный титул, а также занял второе место на дистанции 100 м на чемпионате Европы в Берне с результатом 10,6 сек.